# فرانسيس نيكلسون
كان الفريق فرانسيس نيكلسون (12 نوفمبر 1655 - 16 مارس 1728 [5 مارس 1727، حسب التقويم القديم]) جنرالًا في الجيش البريطاني ومسؤولًا استعماريًا، شغل منصب حاكم كارولينا الجنوبية بين عامي 1721 و1725. كان قبل ذلك، بين عامي 1712 و1715، حاكم نوفا سكوشيا، وحاكم فرجينيا من 1698 إلى 1705، وحاكم ماريلاند من 1694 إلى 1698، ونائب حاكم فرجينيا من 1690 إلى 1692، ونائب حاكم دومينيون نيو إنجلاند من 1688 إلى 1689.
شملت خدمة نيكلسون العسكرية وقتًا أمضاه في إفريقيا وأوروبا، ثم أُرسل إلى أمريكا الشمالية ليتولى قيادة القوات الداعمة للحاكم، السير إدموند أندروس في دومينيون نيو إنجلاند. أظهر نفسه هناك وبرز، فعُين نائب حاكم الدومينيون عام 1688. بعدما تلقت المستعمرات عام 1689 أنباء الثورة المجيدة والإطاحة بالملك جيمس الثاني، أُسقط أندروس بدوره في ثورة بوسطن. وسرعان ما تورط نيكلسون في الاضطرابات المدنية الناجمة عن تمرد ليسلر في مدينة نيويورك، وفر بعد ذلك إلى إنجلترا.
شغل نيكلسون بعدها منصب نائب حاكم أو حاكم الإقليمين الاستعماريين فرجينيا وماريلاند. دعم تأسيس كلية وليام وماري، في ويليامزبرغ بولاية فرجينيا، واختلف مع أندروس بعد اختيار الأخير حاكمًا لفرجينيا عوضًا عنه. انخرط في الأعمال العسكرية الاستعمارية عام 1709 خلال حرب الملكة آن (1702 - 1713، حرب الخلافة الإسبانية في أوروبا)، وقاد حملة عسكرية فاشلة ضد الفرنسيين في فرنسا الجديدة (كندا الحديثة). كان بعدها على رأس حملةٍ نجحت في الاستيلاء على بورت رويال في أكاديا (نوفا سكوشا) في 2 أكتوبر 1710. شغل بعد ذلك منصب حاكم نوفا سكوشا وبلاسينتيا، وكان أول حاكم بتعيين ملكي على إقليم كارولينا الجنوبية الاستعماري في أعقاب تمردٍ ضد مالكيها. رُفّع إلى رتبة فريق، وتوفي عازبًا عام 1728 في لندن بإنجلترا.
دعم نيكلسون التعليم العام في المستعمرات، وكان عضوًا في كل من جمعية نشر الإنجيل في الخارج والجمعية الملكية. كان له تأثير على العمارة الأمريكية أيضًا، من خلال توليه مسؤولية التخطيط والتصميم المقرر للعاصمتين الاستعماريتين/الإقليميتين أنابوليس في ماريلاند وويليامزبرغ في فرجينيا. كان في طليعة المناصرين للاتحاد الاستعماري، لأسباب تتعلق بالدفاع ضد الأعداء المشتركين.

## نائب حاكم الدومينيون
وسع لوردات مجلس التجارة الدومينيون في عام 1688 ليشمل نيويورك وجيرسي الشرقية والغربية. كُلف نيكلسون بمنصب نائب حاكم الدومينيون، وسافر مع أندروس إلى نيويورك لتولي زمام السيطرة على تلك المستعمرات. رأى العديد من سكان نيويورك في حكم نيكلسون، الذي ساعده فيه مجلس محلي ولكن دون هيئة تشريعية، بوادرًا ستقوض «امتيازاتنا القديمة بطريقة تعسفية» كما فعل سابقوه من الحكام الملكيين. برر نيكلسون حكمه بالقول إن المستعمرين كانوا «شعبًا محتلًا، وبالتالي ... لا يستطيعون [حتى] المطالبة بالحقوق والامتيازات مثل الإنجليز».
اعتُبر نيكلسون في البداية صورةً أفضل بالمقارنة مع الكاثوليكي توماس دونغان، الحاكم المنتهية ولايته. ومع ذلك، كان الحرس القديم للمقاطعة غير راض لأن أندروس سحب جميع سجلات الإقليم إلى بوسطن، ثم أثار نيكلسون قلق السكان البروتستانت، الذين يُظهرون التشدد في بعض الأحيان، من خلال الحفاظ على زخارف الكنيسة في حصن جيمس، كنيسةٌ استخدمها دونغان ومجموعة صغيرة من الكاثوليك في نيويورك للعبادة. ردًا على انتشار أخبار الغزو الهولندي لإنجلترا (شائعة تبين أنها صحيحة)، أمر نيكلسون الميليشيات الإقليمية في يناير 1689 بأن تكون على أهبة الاستعداد لحماية الإقليم من أجل الملك. كانت الأحداث في إنجلترا قد غيرت مجرى الأمور أساسًا، لكن أخبار ذلك لم تصل إلى نيكلسون.

### تمردٌ في بوسطن
بعد نجاح وليام الثالث وماري الثانية في خلع جيمس بالثورة المجيدة أواخر عام 1688، ثارت ماساتشوستس في تمرد ضد أندروس، واعتقلته هو وغيره من قادة الدومينيون في بوسطن. انتشرت الثورة بسرعة في مختلف أنحاء الدومينيون، وسرعان ما استعادت مستعمرات نيو إنجلاند حكوماتها السابقة. عندما وصلت أخبار ثورة بوسطن إلى نيويورك بعد أسبوع، لم يتخذ نيكلسون أي خطوات للتصريح عنها أو عن الثورة في إنجلترا، خوفًا من ظهور بوادر تمرد في نيويورك. عندما وصلت أخبار ثورة بوسطن إلى لونغ آيلاند أصبح السياسيون وقادة الميليشيات أكثر حزمًا، وبحلول منتصف مايو طُرد المسؤولون من عدد من المجتمعات. في الوقت نفسه، علم نيكلسون أن فرنسا قد أعلنت الحرب على إنجلترا، مما يشكل تهديدًا بهجمات فرنسية وهندية على الحدود الشمالية لنيويورك. في محاولة لتهدئة ذعر المواطنين بسبب شائعات غارات الهنود، دعا نيكلسون الميليشيا للانضمام إلى حامية الجيش في حصن جيمس.
صوت مجلس نيكلسون لفرض رسوم استيراد، بهدف تحسين دفاعات نيويورك التي كانت في حالة سيئة. قوبلت هذه الخطوة بمقاومة فورية، إذ رفض عدد من التجار دفع الرسوم. كان من بين الرافضين تحديدًا، جايكوب ليسلر، تاجر مهاجر ألماني كالفيني من سلالة نبيلة وقائد ميليشيا. كان ليسلر معارضًا صريحًا للنظام السائد، الذي اعتبره محاولة لفرض «البابوية» على الإقليم، ولربما لعب دورًا في تقويض قوات نيكلسون النظامية. في 22 مايو، قدمت الميليشيا التماسًا إلى مجلس نيكلسون، إذ أرادت، إضافة إلى محاولة تحسين دفاعات المدينة، الوصول إلى مخزن الذخيرة في الحصن. رُفض الطلب الأخير، مما زاد المخاوف من عدم كفاية إمدادات الذخيرة في المدينة. تفاقم هذا القلق عندما بدأ القادة في البحث عن إمدادات إضافية في مختلف أنحاء المدينة.

## تمرد في نيويورك
وقعت حادثة صغيرة في 30 مايو 1689 وجه فيها نيكلسون كلامًا حادًا إلى ضابط ميليشيا، فتحولت إلى تمرد مفتوح. قال نيكلسون، الذي كان معروفًا بانفعاله المزاجي، للضابط «أُفضل أن أرى المدينة تحترق على أن تقودها أنت». انتشرت شائعات في جميع أنحاء المدينة بأن نيكلسون كان في الواقع على استعداد لإحراقها. استدعى نيكلسون الضابط في اليوم التالي وطالبه بتسليم تكليفه. دخل أبراهام دي بيستر، قائد الضابط وأحد أغنى الرجال في المدينة، في جدال حاد مع نيكلسون، فخرج دي بيستر غاضبًا من قاعة المجلس مع شقيقه يوهانيس، قائد ميليشيا آخر.
استُدعيت الميليشيا وهجمت بكل قوتها على حصن جيمس، الذي احتلته. أُرسل أحد الضباط إلى المجلس للمطالبة بمفاتيح مخزن الذخيرة، والتي سلمها نيكلسون في النهاية، «لتجنب إراقة الدماء والحد من الأذى». في اليوم التالي، دعا مجلس ضباط الميليشيا جايكوب ليسلر لتولي قيادة ميليشيا المدينة، وهو ما فعله. أصدر المتمردون بيانًا يفيد بسيطرتهم على الحصن نيابة عن الملوك الجدد لحين إرسال حاكم مفوض على النحو الواجب.
عند هذه النقطة، كانت الميليشيات قد احتلت الحصن، مما منحها السيطرة على الميناء. عندما وصلت السفن إلى الميناء، نقلوا الركاب والقباطنة مباشرة إلى الحصن، وقطعوا الاتصالات الخارجية عن نيكلسون ومجلسه. في 6 يونيو، قرر نيكلسون المغادرة إلى إنجلترا، وبدأ في جمع الإفادات لاستخدامها في المحاكمات هناك. غادر المدينة في 10 يونيو متوجهًا إلى شاطئ جيرسي، حيث كان يأمل الانضمام إلى توماس دونغان، الذي كان من المتوقع أن يبحر إلى إنجلترا بعد ذلك بوقت قصير. ومع ذلك، لم يتمكن من الإبحار قبل 24 يونيو. مُنع من الصعود على متن عدد من السفن، واشترى في النهاية حصة من سفينة دونغان الشراعية من أجل الهروب. في غضون ذلك، أعلن ليسلر حكم وليام وماري في 22 يونيو، وفي يوم 28 من الشهر ذاته اختارت لجنة الأمن الإقليمية، التي تعمل في غياب السلطة الشرعية، ليسلر ليكون القائد العام للإقليم.
عند وصول نيكلسون إلى لندن في أغسطس، أوضح الوضع في نيويورك للملك ولوردات مجلس التجارة، وحث على تعيين حاكم جديد لنيويورك، مفضلًا نفسه لذلك المنصب. على الرغم من جهود تشارلز بوليت (كان حينها دوق بولتون) ورعاة آخرين، اختار وليام في نوفمبر العقيد هنري سلوتر بدلًا عنهم، ليكون حاكم نيويورك التالي. ومع ذلك، أقر الملك بجهود نيكلسون من خلال منحه منصب نائب حاكم ولاية فرجينيا.